# Nikolai Nikolajewitsch Twerskoi
Nikolai Nikolajewitsch Twerskoi (russisch Николай Николаевич Тверской; * 1843; † 1912) war ein russischer Schiffbauingenieur und Erfinder.

## Leben
Twerskoi absolvierte die Ingenieur- und Artillerie-Schule des Marine-Amtes in St. Petersburg. Er diente ab 1862 als Schiffsmechaniker auf Schiffen der Russischen Flotte und machte fünf Weltumsegelungen mit.
Twerskoi veröffentlichte 1866 sein Buch über die Praxis der Schiffsmechanik, in dem er die physikalischen Eigenschaften der Luft und des Wassers, den Aufbau des Dampfkessels und der Dampfmaschine und die Funktion der Schiffsschraube und des Schaufelrads beschrieb. 1867 stellte er sein neuentwickeltes Pflaster für die Abdichtung von Löchern im Schiffsrumpf vor.
Twerskoi, inzwischen Porutschik des Flotten-Ingenieur-Mechaniker-Korps, entwickelte 1876 das Projekt eines Unterwasserschiffs für die Abwehr von Landungsoperationen und das Aufspüren von feindlichen Minensperren in Kriegszeiten und für Unterwasserreparatur- und Baggerarbeiten in Friedenszeiten. Für den Antrieb unter und über Wasser sah er den von ihm erfundenen Rotationskolbenmotor und einen Kessel mit geschlossener Brennkammer vor, in der flüssiges Ammoniak durch eine Mischung von Branntkalk und Schwefelsäure erhitzt wird. Er stellte sein Projekt der Linienschiffbau-Abteilung des Marine-Technik-Komitees (MTK) vor, das ihm 1000 Rubel für die Fortführung des Projekts bewilligte. 1878 legte er dem MTK die Zeichnungen und die Beschreibung seiner Projekte des  Rotationskolbenmotors und einer Vorrichtung zum Halten von Schiffen auf einer gewünschten Tiefe vor und dazu zwei U-Boot-Projekte. Im Mai 1878 bewilligte ihm das MTK 6000 Rubel für die Ausführung seiner Projekte im St. Petersburger Sampsonijewski-Maschinenbau-, Giesserei- und Waggonbauwerk.
Twerskoj baute 1879 das Unterwasser-Überwasser-Minensuch-U-Boot mit Rotationskolbenmotor, drei Kesseln und Ammoniakgas-Brennkammer. Der Motor trieb eine Gusseisen-Schiffsschraube im Bug an. Der Rumpf mit spezieller Ausstattung war der umgebaute Rumpf des zweiten U-Boots Ottomar Gerns, der vom Marine-Amt zur Verfügung gestellt worden war. Bewaffnet war das Boot mit einem Torpedo und einem Spierentorpedo, und die Besatzung bestand aus 1 Mann. Das Boot konnte mit der Unterwasser-Ausrüstung nur 5 Minuten lang selbst an der Wasseroberfläche nur mit einer Geschwindigkeit von weniger als 0,5 Knoten fahren, so dass das Boot nach Prüfungen für unbrauchbar erklärt wurde.
Das Sampsonijewski-Werk baute 1880 zwei Motoren nach Twerskois System mit 8 PS für ein U-Boot und einen Torpedo. Twerskoi erhielt 1882 das Patent für seinen  Rotationskolbenmotor.
Das Baltische Werk in  St. Petersburg baute 1883 einen 4-PS-Rotationskolbenmotor für Kaiser Alexanders III. Kutter. Vor dem Einbau wurde der Motor getestet: er trieb eine Pumpe an, die Wasser aus der Newa pumpte, und dann einen Dynamo, der den Strom für die Beleuchtung der Mechanischen Werkstatt des Werks lieferte. 1885 wurde ein 10-PS-Twerskoi-Motor für das Kraftwerk des Schlosses Gattschina gebaut, das 8 Jablotschkowsche Kerzen mit Strom versorgte. Alexander III. ordnete nach der Besichtigung der Anlage die Unterstützung Twerskois an. Als 1886 der Bau des Dampf-Kutters abgeschlossen war, führte Twerskoi persönlich den Kutter aus Kolpino nach St. Petersburg, wo er weitere Prüfungen auf der Newa durchführte.
Twerskoi entwickelte 1889 ein viertes U-Boot-Projekt mit Rotationskolbenmotor und kleinem Torpedo. In Kriegszeiten sollten solche U-Boote von Handelsschiffen auf Deck mitgeführt werden. Twerskois Projekte wurden nicht realisiert.
Twerskois Rotationskolbenmotor-Entwicklung wurde 1973 von einer Gruppe sowjetischer Ingenieure aufgegriffen und fortgeführt. Sie schufen ein hydraulisches System mit einem Betriebsdruck von 100 bar. 1994 entwickelten russische Erfinder ein System mit 280 bar. Die Moskauer Firma Gidromaschsistema stellte 2014 zur Fortsetzung der Entwicklung eine Spezialistengruppe zusammen. 2016 wurden Hydraulik-Systeme für die Erdöl- und Erdgas-Industrie und das russische Verteidigungsministerium entwickelt. Aufmerksamkeit erregte ein Luftbetankungssystem.